# Azis Simão
Azis Simão (Bragança Paulista, 1 de maio de 1912 – São Paulo, 19 de julho de 1990)  foi um sociólogo paulista, um dos fundadores da União Democrática Socialista (1945) um dos núcleos do futuro Partido Socialista Brasileiro. Era ligado aos intelectuais modernistas e aos principais líderes socialistas e anarquistas brasileiros da época. Atuou no jornalismo e participou ativamente da Oposição ao Estado Novo

## Biografia
Azis Simão nasceu em Bragança Paulista em 1° de maio de 1912, filho de imigrantes. Seu pai veio do Líbano para o Brasil em 1892, era comerciante em Atibaia e Bragança Paulista. No final da Primeira Guerra Mundial, vendeu a loja e comprou, na zona rural, uma máquina de beneficiar café. Assim Azis passava a infância entre o campo e a cidade.
Na adolescência, quando se preparava para os exames finais no Instituto Moderno de Educação e Ensino, em Santa Rita do Sapucaí (MG), levou um tombo e bateu a testa, o que lhe causou uma hemorragia no olho esquerdo (hemorragia agravada por ser hemofílico). Mesmo sem enxergar de um olho, sua ânsia de prestar os exames de qualquer maneira, o fez permanecer no colégio por mais dois meses. Só depois das provas é que foi para São Paulo com seu pai consultar um médico. Ele disse que se tratava de um deslocamento de retina que acabou comprometendo-lhe a vista esquerda permanentemente, e por recomendação médica deixou os estudos.

Em 1928 mudou-se para a capital seu pai o colocou pra trabalhar com um conhecido atacadista de café. Ficou apenas três meses nesse emprego. Um dia disse a seu pai: 
"Olha, não estou gastando a vista com o que quero e estou gastando lá, marcando fardo. Ele percebeu então que não tinha jeito mesmo e achou que eu poderia trabalhar como autônomo. Comprou cereais, cebola, manteiga, essas coisas todas, e eu fui vendê-las na praça".
Seus primeiros contatos com o jornalismo ocorreram no segundo semestre de 1928 através da União dos Trabalhadores Gráficos (o Sindicato dos Trabalhadores Gráficos de São Paulo da época) onde conheceu Israel Souto, diretor do São Paulo Jornal a partir daí começou a freqüentar o jornal e depois a colaborar com o suplemento literário dominical Página Verde e Amarela, feito por Menotti del Picchia e Cassiano Ricardo.
Foi nessa época também que começou a se esboçar, além da literatura, o gosto por filosofia e questões sociais. Cândido Motta Filho, que assumira a direção do jornal no lugar do Israel Souto, o aconselhou a estudar direito, mas isso não foi do agrado de Azis ele então sugeriu que estudasse um pouco de ciências fazendo o curso de farmácia (naquela época ainda não existia a Faculdade de Filosofia.

### Sua Militância
Em 1929 conheceu a Federação Operária de São Paulo (FOSP) através de Oswaldo Molles, que também trabalhava no São Paulo Jornal. No aniversário da UGT em 7 de fevereiro de 1929 inicia uma amizade duradoura com Edgard Leuenroth, João da Costa Pimenta e Aristides Lobo.
No início da década de 1930 teve oportunidade de ampliar as leituras e entrar em contato com a literatura modernista. Ia as livrarias e via aqueles cadernos de antropofagia do Oswald de Andrade. Conheceu Oswald e Patrícia Galvão, a Pagu. Apoiou o O Homem do Povo, jornal que eles mantinham. Foi sendo envolvido por uma teia de literatos, militantes de esquerda e operários. Por meio do Lívio Xavier acabou conhecendo Mário Pedrosa, Miguel Macedo, Antônio Piccarolo e Francisco Frolla.
No início de 1932, começaram as reuniões do movimento em torno da Revolução Constitucionalista. Azis e seu amigo Antão Fernandes foram convidados para participar do movimento, mas não aceitaram, por serem constitucionalistas. Quando o movimento estourou, as faculdades começaram a fazer batalhões acadêmicos. Como Azis e Antão eram diretores do Centro Acadêmico de Farmácia e Odontologia organizaram os alunos não formar o batalhão no centro acadêmico; O que os obrigou a fugirem de São Paulo e há ficarem dois meses em Piracicaba.

O Partido Socialista foi criado logo após o movimento de 32 e começou a funcionar efetivamente em 1933. Azis ingressou no partido desde o início por causa de sua proposta de socialismo democrático, como ele mesmo frisou: 
“Acredito que aderimos à causa do operário por uma questão de sentimento moral, de justiça. Depois é que aprendemos as teorias que justificam o movimento; se as aprendemos simultaneamente, não lhes damos tanto valor quanto ao sentimento moral de justiça”.
Fundou na UTG, em 1934, a Escola Proletária Noturna, gratuita e aberta a todo trabalhador sindicalizado, ensinava ciências para operários através do modelo atômico de Thompson. A escola foi fechada em 1935, depois da tentativa aventureirista Aliança Nacional Libertadora.
Em 1934, Azis trabalhava ativamente no Partido Socialista; era secretário da comissão regional da comarca da capital. Em 1935 participou da comissão central, como secretário de propaganda. Tinha então 23 anos.
Acompanhou as conferências da missão europeia que veio ao Brasil para fundar a Faculdade de Filosofia, Ciências e Letras, sobre história, geografia humana e literatura. Como sua memória era visual, começou a treinar a memória auditiva. Depois de cada conferência, datilografava, em casa, o que conseguia apreender. Desenvolveu assim uma memória auditiva boa e necessária ao prosseguimento de sua vida intelectual.
No dia 7 de outubro de 1934 houve o choque armado com os integralistas, no Largo da Sé. Choque que ficou conhecido como a Revoada dos galinhas-verdes. Azis participou dela, mas como era hemofílico, foi colocado como elemento de ligação, acompanhando todo o barulho do interior de um café.
No final de março de 1935 a ANL foi oficialmente lançada naquela época o Partido Socialista tinha pelo menos dez diretórios, mas a maioria de seus membros foi canalizado para a ação da ANL.
Azis era contrário a ideia de filiar-se a outro. Propunha apenas um apoio programático a Aliança. Chegou a escrever com Miguel de Macedo um pequeno manifesto, aceito pelos trotskistas. Como os anarquistas rejeitam por princípio o partido político, não participaram da ANL. Edgard Leuenroth compareceu ao lançamento do movimento em São Paulo, apoiando-o contra o fascismo a favor da democracia. Ele achava, no entanto, que um movimento como aquele poderia se empobrecer seguindo um chefe, por mais brilhante que fosse.
Durante uma viagem que fez ao interior de São Paulo, em fins de 1935, para recompor o Partido Socialista, sofreu outro deslocamento de retina, desta vez a do olho direito, ainda enxergaria mal por mais um decênio, em lento decréscimo até o final . Ficou hospitalizado durante 30 dias, de olhos vendados num pré-operatório, na esperança de que a retina se justapusesse. Se estivesse em São Paulo ou tivesse chegado em tempo, talvez desse para salvar a mácula e continuar enxergando para ler. Quando sai do hospital, o Waldemar Belford de Matos, que era o oftalmologista que o tratava e seu amigo pessoal fora preso. Havia estourado a Intentona Comunista. A rua de sua casa fora vigiada por alguns dias. Por estar acamado, relaxaram a vigilância e pôde se esconder na fazenda de um tio, em Bragança Paulista. Levou para lá todos os livros que podia.
Só no final de 1938 é que foi à Faculdade de Filosofia, Ciências e Letras da Universidade de São Paulo (FFCL-USP) ver se podia acompanhar algum curso como ouvinte. Ficou surpreso ao saber que poderia freqüentá-los até mesmo regularmente, apesar da deficiência visual.
Em 1939 se inscreveu como aluno ouvinte, com receio de não poder cumprir com as exigências de um curso regular. No final do ano, incentivado por Fernando de Azevedo e Antonio Candido de Mello e Souza prestou os vestibulares para o ano seguinte.
As leituras recomendadas pelos professores eram feitas em casa, com a ajuda de suas irmãs. Essa limitação influiu no ritmo de sua vida escolar. Foi-lhe sugerido que pedisse ao Conselho Universitário isenção de provas escritas, o que não fez. Solicitando apenas que pudesse fazê-las com máquina datilográfica.
Foi um dos fundadores da União Democrática Socialista (1945) um dos núcleos do futuro Partido Socialista Brasileiro de 1947.

A primeira grande contribuição de Azis Simão para a sociologia brasileira foi publicada em 1947: uma pesquisa sobre o voto operário em São Paulo. Pela primeira vez, a universidade estudava o comportamento proletário e o conhecimento das análises de uma pesquisa eleitoral. Estava definida uma linha de pesquisas que pautaria a carreira universitária do sociólogo e professor.
Durante o ano de 1951, deu seminários nos cursos de Fernando de Azevedo e Antônio Cândido. Foi a forma que encontrou para ver até que ponto poderia chegar. No final do ano, propuseram sua contratação como auxiliar de ensino e pesquisa. Em função de sua deficiência visual seu contrato foi homologado somente em 1953, por lei especial, feita a pedido do governador Lucas Nogueira Garcez e por interferência de José de Santa Cruz, que na época era dominicano e assistente espiritual do governador.
A tese de livre-docência, defendida em 1964, transformou-se no livro "Sindicato e Estado", que aborda a formação do proletariado paulista e se transformou num clássico sobre o tema no país. Ao ser aprovado com distinção no concurso, recebeu de Fernando de Azevedo um elogio grandiloqüente: "O Azis entusiasma-se com tudo o que faz. É um entusiasmado no sentido grego do termo”.
Professor Titular em 1973. Desempenhou diversas funções administrativas na USP, onde aposentou-se em 1982. Morreu em 1990".